# Millionær
Millionær (in danese "Milionario") è un singolo del cantante pop danese Rasmus Seebach tratto dal secondo album di studio Mer' end kærlighed, pubblicato nel 2011 attraverso l'etichetta discografica ArtPeople. La canzone ricevette un feedback positivo, tant'è che il singolo entrò nella classifica danese, standoci per 22 settimane consecutive, e raggiunse la seconda posizione.
Il brano ha un video musicale.

## Tracce
1. Millionær (feat. Ankerstjerne) – 4:29

## Classifica
| Classifica   | Massima posizione |
| ------------ | ----------------- |
| Track Top-40 | 2                 |